# Projecte Calha Norte

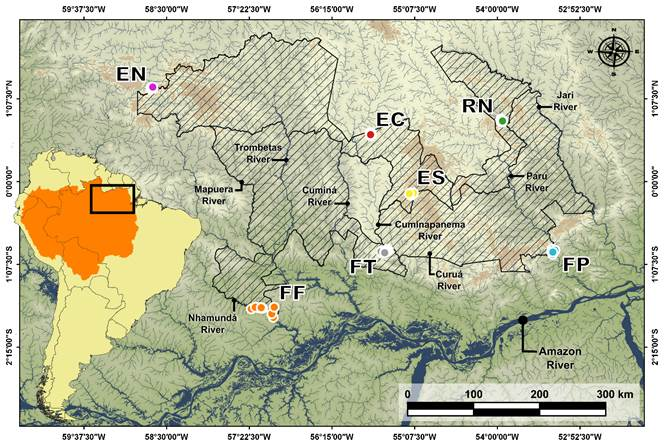
Mapa de la regió destacant llurs unitats de conservació: Floresta Estadual de Faro (FF), Floresta Estadual de Trombetas (FT), Estação Ecológica Grão-Pará (EN, EC, ES), Reserva Biológica Maicuru (RN) i Floresta Estadual do Paru (FP).

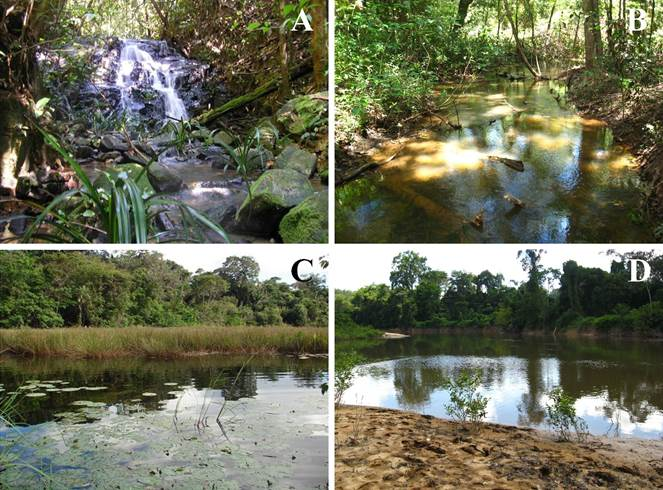
Hàbitats aquàtics

El Projecte Calha Norte (el títol sencer original en portuguès és "Desenvolvimento e segurança na região ao norte das calhas dos rios Solimões e Amazonas: Projeto Calha Norte", és un programa de desenvolupament civil i militar a la regió Nord del Brasil. Subordinat al Ministeri de Defensa del Brasil a partir dels anys noranta, el projecte es va crear a principis de l'administració de José Sarney el 1985, tenint com a objectius fonamentals tant la protecció com l'assentament de les fronteres del Brasil amb Bolívia, Perú, a Colòmbia, a Veneçuela, Guyana, Suriname i la Guaiana Francesa, a la regió amazònica. Les Forces Armades van participar molt en la realització del projecte.

## Fases
Entre 1985 i 2003, el projecte Calha Norte va cobrir una superfície total d'uns 1.500.000 km quadrats, cobrint 74 municipis en quatre unitats federatives, 33 a Amazones, 16 a Amapá, 15 a Roraima i 10 a Pará. Cobria una zona fronterera de 7.413 km de longitud amb Perú, Colòmbia, Veneçuela, Guyana, Surinam i la Guaiana Francesa.
Del 2003 al 2005, el programa es va ampliar als estats d'Acre i Rondònia, sumant 151 municipis a la regió nord, dels quals 45 pertanyien a Amazonas, 27 a Rondònia, 26 a Parà, 22 a Acre, 16 a Amapá i 15 a Roraima. La zona fronterera també ha crescut fins a 10.938 km, incloses les fronteres territorials amb Bolívia. La superfície total coberta per Calha Norte cobria 2.186.252 km quadrats en aquell moment, aproximadament el 25% del territori brasiler.
Entre 2006 i 2010, es van incorporar al projecte uns altres 43 municipis, que van sumar 194, 62 a Amazonas, 52 a Rondônia, 27 a Pará, 22 a Acre, 16 a Amapá i 15 a Roraima, amb una superfície de 2.743.986 km quadrats, aproximadament el 32% del territori nacional.
Segons el Ministeri de Defensa, el programa, durant la dècada del 2010, donava servei a 379 municipis de sis estats, i d'aquests, 167 municipis es troben als 13.938 km de la zona fronterera. Amb 160 quilòmetres d'amplada al llarg de 6.500 quilòmetres de fronteres amb països veïns, aquesta franja acull prop de 20 milions de persones i ocupa 3.123.986 km², una àrea que correspon al 44,8% del territori nacional.

## Història
Amb l'objectiu de millorar la infraestructura del territori nacional situat al nord del canal del riu Solimões i el riu Amazones i crear pobles a la regió, dificultant les invasions a la frontera, un grup de treball interministerial va gestionar el projecte Calha Norte. Les missions eren: augmentar les relacions acords bilaterals amb països limítrofs; augmentar la presència militar a la zona; intensificar les campanyes per recuperar les fites límit; definir una política indígena adequada a la regió.Amb aquestes intencions, el govern federal va començar la construcció de la carretera Perimetral Nord i va delimitar una zona militaritzada entre la carretera i les fronteres amb Colòmbia, Veneçuela, Guyana, Surinam i la Guaiana Francesa. En aquesta primera fase, el projecte abastava una franja territorial corresponent al 14% del territori nacional, que concentrava el 22,7% de la població indígena brasilera, i on es van instal·lar diverses bases militars, de les quals van sorgir petites ciutats als voltants.
Durant la dècada de 1980, una de les preocupacions geopolítiques de l'exèrcit brasiler va ser evitar les incursions de guerrilles, com les de les Forces Armades Revolucionàries de Colòmbia, amb més d'un centenar d'elles que van entrar al territori brasiler el 1985, prenent ostatges a la recerca de subministraments.
A principis dels anys noranta, ja sota el govern de Fernando Collor de Mello, Calha Norte va abandonar la llista de prioritats del país. La seva reactivació es va tornar a discutir a finals de 1995, a l'administració de Fernando Henrique Cardoso, quan la Secretaria d'Afers Estratègics va convocar reunions interministerials per estudiar la qüestió. Al final de la dècada, el programa va començar a rebre més fons.